# Mars 1980

## Événements
- Syrie : les islamistes soulèvent Alep pendant plusieurs jours. La répression policière fait plusieurs centaines de morts.

- 3 mars :
  - Salvador : la première junte de gouvernement est dissoute et remplacée par une deuxième junte à laquelle participe le Parti démocrate-chrétien (PDC) de José Napoleón Duarte.
  - Gouvernement du général Prem Tinsulanonda en Thaïlande (fin en 1988).
  - Formule 1 : Grand Prix automobile d'Afrique du Sud.

- 4 mars : élections libres en Rhodésie du Sud remportées par le Front patriotique de Robert Mugabe.

- 11 mars : 
  - Début du Printemps berbère en Algérie, au cours duquel les berbères revendiquent l'officialisation de la langue tamazight. Grèves et émeutes en Kabylie et à Alger.
  - Sir Julius Chan, chef du parti pour le Progrès du peuple, devient Premier ministre de Papouasie-Nouvelle-Guinée. Intervention sur l’île de Vanuatu pour y étouffer une révolte.

- 17 mars (Mali) : les manifestations étudiantes contre le régime de Moussa Traoré sont réprimées violemment. Le leader étudiant Abdoul Karim Camara dit « Cabral » décède sous la torture[1].

- 18 mars : les États-Unis réduisent les exportations de technologie vers l'URSS et les augmentent vers la Chine.

- 24 mars : guerre civile au Salvador. L’assassinat par l’armée de l’archevêque de San Salvador, Mgr Romero, figure emblématique de l’engagement de l’Église aux côtés des paysans révoltés, ouvre une guerre civile qui provoquera la mort de 70 000 personnes en dix ans.

- 26 mars : discours d'Indira Gandhi : True libération of Women[2].

- 27 mars : début de l'Éruption du mont Saint Helens.

- 28 mars : crise économique en Argentine. Faillite de la première banque privée du pays, la Banco de Intercambio Regional.

## Naissances
- 2 mars : Sunny Lane, actrice de charme américaine.
- 3 mars : El Bahi Lazaref, footballeur algérien.
- 5 mars : Renan Luce, chanteur et auteur-compositeur français.
- 6 mars: Mark Dalton, acteur pornographique gay et culturiste américain
- 8 mars : Fatoumata Traoré, actrice burkinabè.
- 9 mars : Matthew Gray Gubler, acteur américain.
- 12 mars  : Olga Sokolow, actrice française († 13 mars 2018).
- 21 mars :
  - Deryck Whibley, chanteur de Sum 41
  - Ronaldinho, footballeur brésilien.
- 23 mars : Asaf Avidan, auteur, compositeur et interprète israélien
- 26 mars : Joep van der Geest, acteur et metteur en scène néerlandais.
- 27 mars : Nicolas Duvauchelle, acteur français.

## Décès
- 2 mars : Jarosław Iwaszkiewicz, 86 ans, écrivain et dramaturge polonais (° 20 février 1894).
- 5 mars :
  - John Skeaping, peintre et sculpteur anglais (° 9 juin 1901).
  - Jay Silverheels, acteur canadien (° 26 mai 1912).
- 6 mars : Mgr Romero, dont l'assassinat cause la guerre civile au Salvador.
- 18 mars : Tamara de Lempicka, peintre américain d'origine polonaise.
- 26 mars : Roland Barthes, écrivain et critique français.
- 29 mars : Serge Kislakoff, peintre français d'origine russe (° 14 décembre 1897).
- 30 mars : Simone Breton, première épouse d’André Breton et personnalité du groupe surréaliste parisien de 1921 à 1929 (° 5 mai 1897).
- 31 mars : Jesse Owens, sprinteur américain.